# Flavonolignane

Silibinine.

Les flavonolignanes sont des composés de types polyphénols constitués d'un flavonoïde et d'une lignane.
Les polyphénols est une famille de molécules organiques largement présente dans le règne végétal, caractérisés par la présence d'au moins deux groupes phénoliques.
Un lignane est un composé phénolique formé de deux unités monolignols. Les monolignols sont des dérivés indirects de précurseurs aminés formés à partir des produits de dégradation des protéines.
Les flavonoïdes sont des métabolites secondaires des plantes, partageant tous une même structure de base formée par deux cycles aromatiques reliés par trois carbones : C6-C3-C6. Les composés aromatiques sont des molécules dont les atomes forment des structures cycliques et planes particulièrement stables.